# 二月起义
二月起义（羅馬化：P'etrvaryan apstambut'yun）是1921年2月18日由亚美尼亚革命联盟（达什纳克）领导的一次反布尔什维克起义，最终于同年4月2日，在红军开入埃里温后被镇压。起义的目的是推翻苏联操控下的傀儡国亚美尼亚苏维埃社会主义共和国和亚美尼亚共产党的统治，重建资产阶级共和国政权。苏联史学界称其为“二月叛乱”，或将其称作亚美尼亚内战。亚美尼亚史学界则普遍认为这是一场反抗红色帝国主义的民族解放起义。

## 背景
1918年5月，俄国深陷内战，亚美尼亚借外高加索的混乱局势成功独立。然而在亚美尼亚第一共和国成立后的短短两年时间里，这个国家屡陷战争，政治动荡，与邻国的冲突和日益严重的难民问题让这个小国濒临崩溃。最终，1920年12月，亚美尼亚第一共和国亡于土耳其和苏维埃俄国的联合入侵。介于亚美尼亚的达什纳克政府选择放弃抵抗，和平交出政权，苏俄外交官鲍里斯·勒格朗向第一共和国的官员们许诺，新建立的社会主义政权将维持亚美尼亚的战前边界，并保证不会危害达什纳克成员们的人身安全。
最初，亚美尼亚人对苏维埃政权持乐观态度。由于与土耳其的灾难性战争，亚美尼亚的政治经济形势极为悲惨，半数领土被土军占据，交通混乱，经济崩溃。不少亚美尼亚人因此寄希望于苏俄。他们希望能够在苏维埃政权的领导下保住独立，恢复因战争而被摧毁的经济，结束战争并驱逐土耳其军队；期待俄国通过干预，使亚美尼亚与土耳其建立友好关系，从而恢复和平，让人民得以安心建设生活。人们还希望俄国能提供实质性的经济援助、恢复与格鲁吉亚、阿塞拜疆和伊朗的铁路交通，并从俄国获取衣物等物资，从巴库获得燃料；此外也希望非共产主义政党的成员们不会遭到迫害。
这些希望很快就全部落空了：勒格朗几乎立刻命令苏俄军队逮捕所有前亚美尼亚政府官员。亚美尼亚共产党成员们组成的“革命委员会”（Հեղկոմ）声称此前达什纳克政府与苏维埃俄国签订的《埃里温协议》无效，并且把上述承诺“当作废纸”。革命委员会领导人之一，阿维斯·努里贾扬甚至公然宣称“对达什纳克最无情的战争是我们革命的最主要目标。”1920年12月3日，亚美尼亚第一共和国前总理，奥瓦涅斯·卡贾兹努尼等多位前达什纳克官员在驱车前往第比利斯时被捕。两位前亚美尼亚共和国的高级军官德拉斯塔玛特·卡纳扬与莫夫西斯·西利克扬被驱逐出红军队伍，其中卡纳扬被抨击为“披着羊皮的狼”而被迫流亡外国。卡纳扬离开后，契卡在亚美尼亚国内的活动更加肆无忌惮。1921年1月，契卡指示此后因这段经历恶名昭彰的格奥尔基·阿塔尔别基扬逮捕所有前共和国军官。阿塔尔别基扬不进行任何审判，滥用暴力手段，强制抓捕并流放了大批军人。运送军官们前往流放地时，有人因不愿忍受屈辱而自尽。1921年2月初，大规模逮捕仍在持续，许多亚美尼亚平民也遭牵连。
亚美尼亚革命委员会上台之后，完全不考虑亚美尼亚国情，立刻照抄苏维埃俄国1918-1920年间的政策，试图推进完全一致的布尔什维克治理模式。亚美尼亚的银行被强制国有化，苏联货币涌入亚美尼亚市场，一旦不接受苏联卢布就会遭到严惩；苏俄已经准备弃用的战时共产主义政策被搬入亚美尼亚境内，革命委员会出台大量强征令，从百姓手中收敛财物用以军资，更加重了人民的苦难。从外国获取粮食燃料的希望也化为泡影。亚美尼亚苏维埃化后，立刻被外高加索仅剩的独立国家格鲁吉亚民主共和国孤立，从巴统输送生活物资的运输线被拦腰斩断。
就连最基础的实现和平，苏维埃政权都未能达到。与阿塞拜疆的领土争端仍在持续，阿塞拜疆布尔什维克领导人纳里曼·纳里马诺夫归还领土的承诺成了一纸空文。凯末尔土耳其并没有因亚美尼亚改换门庭就停止进军。穆斯塔法·凯末尔宣称亚美尼亚苏维埃社会主义共和国是“披着布尔什维克外衣的达什纳克政权”，拒绝归还亚历山德罗波尔（今久姆里）和卡尔斯。

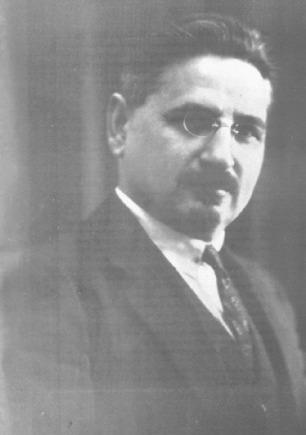
西蒙·弗拉强是亚美尼亚第一共和国的最后一任总理，曾是亲俄派的他创建并领导了亚美尼亚祖国拯救委员会，并发动了二月起义

对外政策的失败，国内经济政策的严重错误与不断蔓延的红色恐怖，让新成立的亚美尼亚苏维埃摇摇欲坠。日后二月起义的领导者西蒙·弗拉强在自传中曾描写布尔什维克短暂统治对他造成的影响：
| “ | 躲藏期间，我被自己的思想折磨着。我，曾坚定主张亚美尼亚–俄罗斯友谊的人……如今却亲眼目睹了我全部希望的破灭。来自萨尔马提亚平原的人到亚美尼亚山区来干什么，带着他们那外来的意识形态？为什么亚美尼亚人卡拉佩特要屈从于俄罗斯人伊万？ | ” |

亚美尼亚社会各阶层对布尔什维克主义的失望，对倒行逆施的革命委员会的普遍愤怒，最终酿成了1921年2月起义的苦果。亚美尼亚共产党领导人阿布加尔·霍万尼斯扬，阿斯卡纳兹·姆拉维扬等人同样承认，是亚美尼亚革命委员会的暴政恶政，最终招致了大规模的反布尔什维克起义。

## 起义过程

### 起义爆发

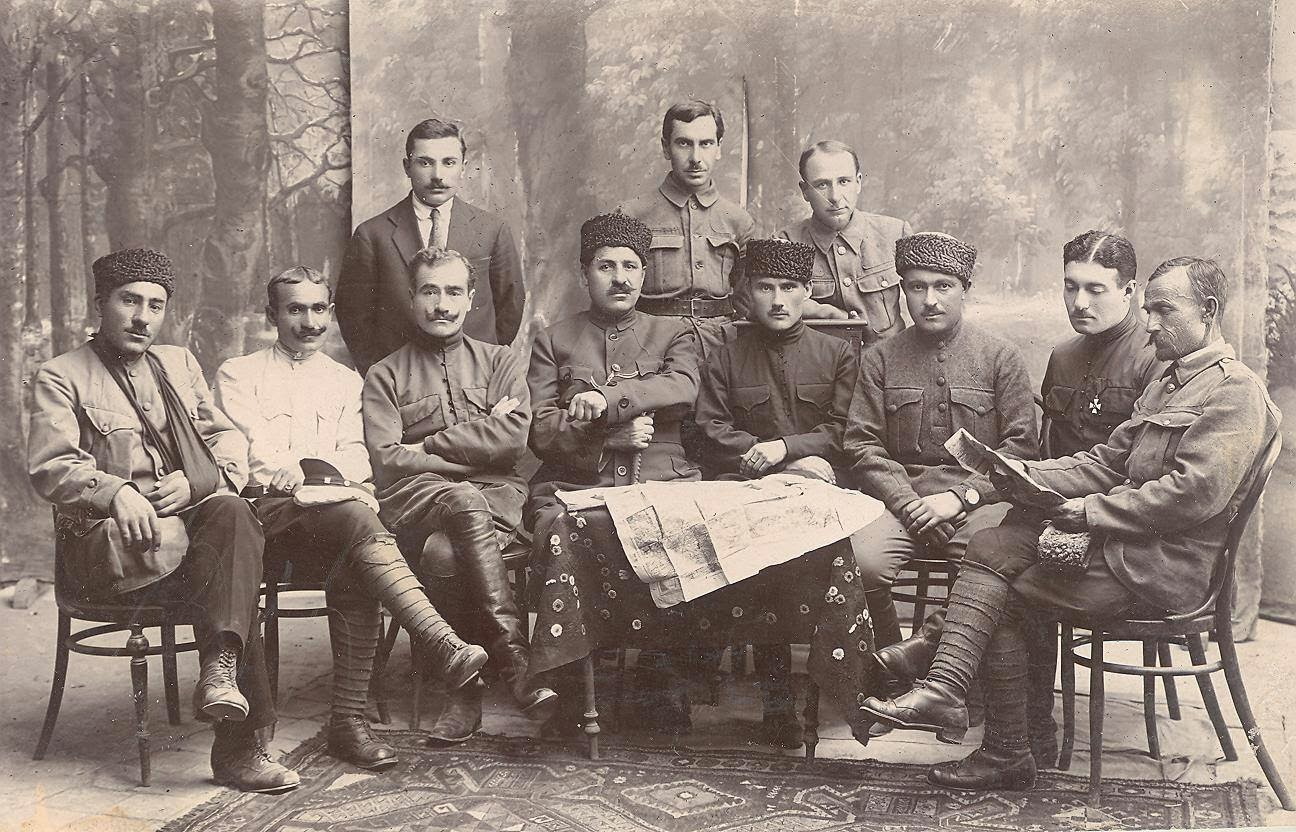
1921年，亚美尼亚祖国拯救委员会成员的合照

1920年2月1日到10日，亚美尼亚第一共和国的末代总理西蒙·弗拉强逐渐组织起了亚美尼亚祖国拯救委员会。这一组织的绝大多数成员都是对苏维埃政府不满的前第一共和国政治人物，初建时共有九人。祖国拯救委员会的主要目的便是带领亚美尼亚摆脱布尔什维克统治，重新取得独立。1920年2月13日，趁苏俄红军进军格鲁吉亚，兵力分散的契机。居住在阿拉加茨山下的萨松地区亚美尼亚人率先掀起反旗。同日，祖国拯救委员会宣布发动全民起义。阿什塔拉克、瓦加尔沙帕特、加尼、赫拉兹丹等地的亚美尼亚民兵云集响应，起义的烽火燃遍全国。2月16日至2月18日，各地的苏维埃政权已被推翻。1920年2月18日，库罗·塔尔哈尼扬与巴什加尔内齐·马尔提罗斯率领的起义军攻入埃里温，亚美尼亚苏维埃社会主义共和国政权被颠覆。进城之日，埃里温人民纷纷涌上街头庆祝，“熟人与陌生人都互相拥抱亲吻...昨日还在奏响国际歌的军乐团奏响了国歌”。西蒙·弗拉强为主席的祖国拯救委员会政府也正式成立。委员会于当日发表声明，向世界广为告知：
| “                            | 亚美尼亚的布尔什维克政权已被推翻。在政府重新组建之前，全部政权归‘祖国拯救委员会’掌控。 | ” |
| ——西蒙·弗拉强，1920年2月18日 |                                                                                        |   |

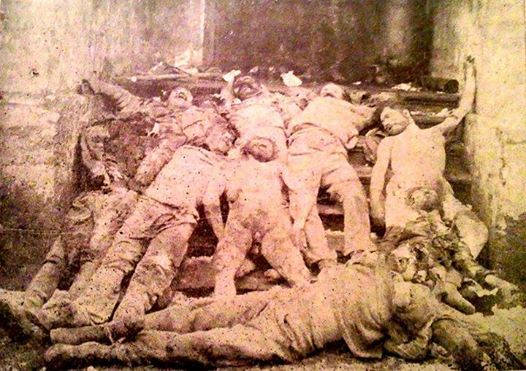
1921年2月17日，布尔什维克处决后的埃里温监狱，由于担心逼近埃里温的起义军，大量政治犯在这里被草草处决

起义完全在苏维埃政权的意料之外，各地的红军根本无法组织起有效抵抗就土崩瓦解。埃里温被攻克之前，布尔什维克政权处决了所有被关押在监狱内的政治犯，曾镇压过布尔什维克五月起义的哈马扎斯普·萨万茨季扬于红军撤退前被斧头砍死。布尔什维克政权的政要人物率领数个小分队和两辆装甲列车逃离埃里温，在阿尔塔沙特，韦迪，阿拉拉特一带被起义军团团包围。亚美尼亚北部仍在苏维埃政权的直接管控之下，红军仍控制瓦纳佐尔，迪利然，斯皮塔克，塔武什等地，并开始在当地组织防御和反攻。
遭受起义打击后，苏维埃亚美尼亚的军事力量极为孱弱。亚美尼亚红军大部都是曾经的亚美尼亚第一共和国军队，在经历了军官被清洗的惨剧后，大批原亚美尼亚共和国的军队哗变并加入了起义军。沙瓦尔什·阿米尔汉扬，阿维斯·努里贾扬，伊萨哈克·多夫拉特扬等流亡的布尔什维克领导人向身在巴库的红军高官，进攻格鲁吉亚的组织者之一谢尔戈·奥尔忠尼启则拍电报，电报中声称亚美尼亚红军已无力镇压起义，并请求苏俄军队介入。仅仅三个月时间，悬挂在亚美尼亚上空的红旗便已残破不堪。
| “                                                     | 在亚美尼亚境内已没有俄国部队，因为应第十一军总司令阿纳托利·格克尔将军的要求，苏军都已被调去执行其他任务；至于亚美尼亚红军的部队，基本不能指望他们在恢复苏维埃政权的斗争中起作用。 | ” |
| ——1920年2月18日，亚美尼亚共产党发往奥尔忠尼启则的电报 | |   |

### 兵力对比
如前文所述，介于亚美尼亚红军实质上已经失去镇压起义的能力。在苏俄军队驰援亚美尼亚之前，亚美尼亚起义军的军力占据优势。但如若加上苏俄的军事力量，两军实力则相差悬殊。在南方战线，起义军要面对亚美尼亚红军残部的两个团与苏俄红军第178团。北方战线的苏俄红军人数极少，各只有不到1000守军。相较于南线，为了保护对整个亚美尼亚至关重要的埃里温-塞凡铁路，祖国拯救委员会决定在北线东部的阿赫塔（今赫拉兹丹）集结兵力。在起义中，大批祖国拯救委员会的成员也加入了战斗。新巴彦（今加瓦尔）由加列金·恩日杰，未来亚美尼亚山地共和国的领袖负责防御。

### 红军的溃败与反击
1921年2月19日，亚美尼亚红军将领格奥尔吉·莫尔科恰诺夫向第十一军提交了军情报告。报告中悲观的指出，在此前2月16日到2月18日的战斗中，红军实际上已经陷入失控和崩溃状态。事实也确实如此——在埃奇米阿津（今瓦加尔沙帕特），整编的红军第四团被起义军全团俘虏，红军第五团亦在短暂战斗后溃败投降，大量亚美尼亚本地部队因不愿兄弟阋墙而直接倒戈。红军178团是此时红军中为数不多可以组织防御的部队。红军179团就地防守迪利然，180团驻防达拉拉贾兹（今瓦约茨佐尔），且这三个团都未满员。不过，红军依然拥有兵力上的绝对优势——此前为入侵格鲁吉亚准备的两个师，苏俄第18师与第20师此时正扎营于亚美尼亚-格鲁吉亚边境，此时也迅速抽出兵力驰援。
起义初期红军的支援行动并不顺利，红军178团被亚美尼亚装甲列车与民兵拖住，等到他们杀入埃里温城郊，起义军已经在当地建立起了秩序，控制了所有战略要地。无奈之下，178团只能撤退并组织防御。1920年2月27日，红军再次试图对埃里温发动进攻，但被起义军顽强击退。然而，随着红军18师与20师赶来驰援，亚美尼亚起义军缺兵少将，组织薄弱的种种弱点纷纷暴露。亚美尼亚军队根本没有统一且有效的管理机构，不少军队甚至在攻破埃里温后就立刻解散。前亚美尼亚第一共和国的职业军官大多被关押，处决或流放，因此起义的亚美尼亚部队大多由毫无经验或能力不足的前低级军官带领。此外，布尔什维克的宣传也沉重打击了起义军的士气，致使许多士气低落的起义军部队在战场上溃散甚至直接投降红军。
重新杀回亚美尼亚境内的红军制定了繁复的进攻计划：首先迂回包抄迪利然，卡拉基利萨（今瓦纳佐尔）等地的亚美尼亚军队，同时正面在卡尔马鲁和起义军交战。在苏俄部队压倒性的优势面前，从3月开始，亚美尼亚军队且战且退。红军集结优势兵力在卡尔马鲁战线取得了突破。3月中旬，在布尔什维克的鼓舞之下，新巴彦的居民对加列金·恩日杰部队发动了袭击，并在红军的支持下驱逐了起义军。红军主力部队兵锋直指此前完全由起义军掌控的卡拉基利萨一线。3月16日红军一度攻破阿尔塔沙特，然而在一天的激战后，阿尔塔沙特于次日被起义军夺回。除却主战场，两军也在侧翼的迪利然爆发了激烈战斗。红军的初步计划——即防止起义军势力延伸至阿拉加茨山脉，切断起义军之间的联系——已经足以宣告完成。红军稳固了在北部与西北部的攻势，逐渐开始包围埃里温。

### 起义失败
随着红军势如破竹的攻势，亚美尼亚起义军的补给线日益紧张，士气低落，战线也被红军切割的支离破碎。三月下旬，红军按计划发动总攻，多条战线的红军依靠火力和兵力的双重优势同步进攻。本就苦苦支撑的起义军被迫分兵防御，阿帕兰与科泰克相继陷落。布尔什维克的宣传攻势让不少百姓对起义失去信心，起义军的战斗热情也遭重创。祖国拯救委员会的成员们意识到失败已不可避免，亚美尼亚军队根本无法集中力量防御埃里温。从三月末开始，起义领导人们纷纷撤退至起义军的新大本营赞格祖尔。1921年4月2日，红军开入埃里温。卡潘等城市亦接连陷落，二月起义终告失败。
然而，亚美尼亚的抵抗之火仍未熄灭。撤入休尼克地带的群山的起义军不愿任由苏维埃政权宰割，于1921年4月26日在塔特夫修道院召开第二届泛赞格祖尔大会，宣布成立亚美尼亚山地共和国，加列金·恩日杰成为这一政权的实际领导人。这批最后的抵抗军一直坚持战斗到了1921年7月才被红军彻底消灭。

## 影响

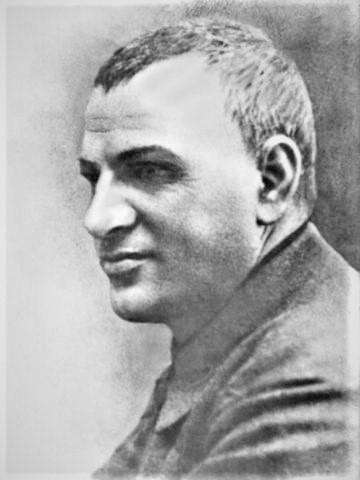
亚历山大·米亚斯尼基扬的照片。他为重建红色亚美尼亚做出了巨大的贡献，并且赢得了人民的拥护。1925年，他死于一场飞机起火引发的空难。

尽管起义仅延续了几十天就被镇压，但这场短暂的战争却对苏维埃政权和亚美尼亚造成了极为深远的影响。二月起义之后，苏维埃俄国领导层开始反思“革命委员会”此前在亚美尼亚的所作所为。这一组织被重组为“人民委员会会议”（Ժողովրդական կոմիսարների խորհրդի），亚共（布）中央委员会直接指派了亚历山大“马尔图尼”·米亚斯尼基扬领导人民委员会。作为久负盛名的老布尔什维克，米亚斯尼基扬在白俄罗斯积累了丰富的领导经验。他登台后为弥合民族矛盾，缓和政治局势，团结亚美尼亚知识分子，和平建设国家等事务，付出了不懈的努力。二月起义前大量成为红色恐怖牺牲品的亚美尼亚政治人物获释，尼古尔·阿赫巴良，奥瓦涅斯·卡贾兹努尼等人纷纷重获自由。流放在外的亚美尼亚军官们也终于得到了机会回归祖国。此外，由于亚美尼亚的高烈度抵抗，赞格祖尔等地也被保留进苏维埃亚美尼亚的领土。无论是在莫斯科，还是在埃里温，俄罗斯布尔什维克当局都吸取了教训，并开始对苏维埃亚美尼亚的非共产党群体采取宽容政策，停止了财产没收充公行动，对知识分子的公开敌视也被更替为拉拢和照顾。俄罗斯政权及其本地代理人从此被迫在亚美尼亚更谨慎地实施其政治方针。驻亚俄军与亚美尼亚人民的关系也逐步缓和。
一年后，随着外高加索社会主义联邦苏维埃共和国成立，米亚斯尼基扬被调往第比利斯工作。1925年他因飞机事故遇难，但他温和的，民族亲善的政策依然在亚美尼亚延续，直至大清洗为止。二月起义中亚美尼亚人民前仆后继反抗暴政之举动，也深刻影响了后世的独立主义组织和独立运动。